# بنجامین لنز
بنجامین لنز (انگلیسی: Benjamin Lense؛ زادهٔ ۳۰ نوامبر ۱۹۷۸) بازیکن فوتبال اهل آلمان است.
از باشگاه‌هایی که در آن بازی کرده‌است می‌توان به باشگاه فوتبال دینامو درسدن، باشگاه فوتبال بوخوم، باشگاه فوتبال آرمینیا بیله‌فلد، باشگاه فوتبال هانزا روستوک، باشگاه فوتبال دارمشتات ۹۸، و باشگاه فوتبال نورنبرگ اشاره کرد.
وی همچنین در تیم ملی فوتبال Germany Team 2006 بازی کرده‌است.